# Stimmt’s? (Fernsehsendung)
Stimmt's? war eine von 1988 bis 1990 von Radio Bremen für das NDR Fernsehen und Das Erste produzierte Fernsehshow, die von Wolfgang Lippert moderiert wurde. Es war die erste Fernsehshow Wolfgang Lipperts in der Bundesrepublik.
Bei der Fernsehshow sollte das Publikum im Studio herausfinden, ob Wolfgang Lipperts Erklärung zur Verwendung eines ungewöhnlichen Gegenstandes oder die seiner prominenten Studiogäste zutrafen.